# Nguyễn Hữu Tuấn (nhà quay phim)
Nguyễn Hữu Tuấn (sinh năm 1949) là nhiếp ảnh gia, nhà quay phim điện ảnh, đạo diễn phim tài liệu người Việt Nam. Trong sự nghiệp của mình, ông đã tham gia quay hơn 30 bộ phim điện ảnh và đạo diễn 7 bộ phim tài liệu với 3 lần giành giải Quay phim xuất sắc tại các kỳ Liên hoan phim Việt Nam. Nguyễn Hữu Tuấn là quay phim chính của một số phim điện ảnh từng giành giải Bông sen vàng và Cánh diều Vàng như Thị xã trong tầm tay, Thương nhớ đồng quê, Nga ba đồng lộc hay Người đàn bà mộng du.

## Tiểu sử
Nguyễn Hữu Tuấn sinh ra tại Hà Nội, ông là con của thương gia Nguyễn Hữu Nhâm, ông chủ hãng lụa Tam Kỳ. Nguyễn Hữu Tuấn có 10 anh em, không có ai trong số họ theo nghề buôn bán như bố mẹ. Trong đó hai người anh của ông là hai đạo diễn Nguyễn Hữu Hồng, Nguyễn Hữu Luyện và người em nhà nhiếp ảnh Nguyễn Hữu Bảo. Nguyễn Hữu Tuấn là bạn học với đạo diễn Nguyễn Hữu Phần từ lớp 1, ông Tuấn có mong muốn được đi học tại Tiệp Khắc hoặc Đức.
Từ năm 11 tuổi, Nguyễn Hữu Tuấn đã bắt đầu học vẽ từ họa sĩ Phạm Viết Song, sau khi tốt nghiệp trung cấp tại Trường Mỹ thuật Việt Nam, ông tham gia dựng cảnh, phụ quay cho một số phim điện ảnh tại Xưởng Phim truyện Việt Nam. Vì số lượng tuyển dụng của Xưởng có hạn, cảm thấy mình khó có thể vào biên chế trong khi bạn bè đều đã ổn định công việc. Năm 1968, Nguyễn Hữu Tuấn được gọi đi học ngành hóa học hữu cơ chuyên ngành chất dẻo ở Thượng Hải, Trung Quốc. Sau khi tốt nghiệp, ông về nước và làm việc tại Nhà máy nhựa Hà Nội, chán nản với cuộc sống công chức lặp đi lặp lại hằng ngày. Năm 1972, Nguyễn Hữu Tuấn lén thi vào Trường Điện ảnh Việt Nam và trúng tuyển, ông nộp đơn xin thôi việc nhưng công ty không chấp thuận, ông cũng bị nhà trường đình chỉ. Ông cố tình lên lớp học tập và thực hành, được khoảng một năm thì Nguyễn Hữu Tuấn viết đơn lên Bộ Văn hóa xin tiếp tục được theo học, Bộ gửi công văn về nên nhà trường cho phép ông theo học trở lại. Trong Chiến dịch Hồ Chí Minh, Trường Điện ảnh Việt Nam cử các nhóm sinh viên ghi lại những hình ảnh của chiến dịch này. Đoàn của Nguyễn Hữu Tuấn và Vương Khánh Luông là đoàn cuối cùng được cử đi, họ đến cầu Bến Thủy đúng ngày 30 tháng 4.

## Sự nghiệp

### Sự nghiệp điện ảnh
Năm 1976, Nguyễn Hữu Tuấn tốt nghiệp khoa quay phim khóa 6 cùng Phạm Việt Thanh, Lê Khôi, Vương Khánh Luông, Trần Vũ Huấn, Trần Tuấn Khanh. Ông được vào biên chế của Xưởng phim truyện Việt Nam, bắt đầu từ chân phụ quay phim, chỉ sau ba năm ông đã vào đội ngũ quay phim chính của xưởng. Phim điện ảnh đầu tiên Nguyễn Hữu Tuấn giữ vai trò quay-chính là Hy vọng cuối cùng của đạo diễn Trần Phương, bộ phim này giành được giải Bông sen Bạc tại Liên hoan phim Việt Nam lần thứ 6. Năm 1981, Đặng Nhật Minh tự chuyển thể bút ký của mình thành bộ phim truyện nhựa đầu tay, Thị xã trong tầm tay. Đạo diễn Đặng Nhật Minh tự nhận lúc đó mình chỉ là "đạo diễn bậc hai" nên muốn tìm những đồng nghiệp mới vào nghề cho dễ hợp tác, trong số này có Nguyễn Hữu Tuấn. Đặng Nhật Minh đem kịch bản đến cho Nguyễn Hữu Tuấn xem để rồi nhận được câu hỏi "Quay theo kiểu gì ạ?" từ ông Tuấn, Đặng Nhật Minh lặng lẽ đem kịch bản về, sau đấy ông lại lần nữa tìm đến ông Tuấn. Sau vài lần đi về không có kết quả như vậy, cuối cùng Nguyễn Hữu Tuấn đã đề xuất quay bộ phim này theo phương pháp ước lệ, cách thức mà ở Việt Nam chưa có nhà quay phim nào thực hiện. Tại Liên hoan phim Việt Nam lần thứ 6, bộ phim đã giành giải Bông sen Vàng, Nguyễn Hữu Tuấn giành giải Quay phim xuất sắc còn đạo diễn Đặng Nhật Minh giành giải Biên kịch xuất sắc.
  

Năm 1977, Nguyễn Hữu Tuấn được nhà quay phim Nguyễn Đăng Bảy gọi tham gia phụ ông quay bộ phim Đêm Bến Tre của đạo diễn Bạch Diệp. Bộ phim sau này được đổi tựa đề thành Câu chuyện làng dừa. Quá trinh quay hoàn tất, ông Tuấn có nhiệm vụ đưa 2700 mét film vào Sài Gòn đi rửa. Khi hoàn tất bộ phim trở về Hà Nội cũng là thời điểm con trai ông, Nguyễn Hữu Hoàng ra đời. Anh hiện đang là biên tập viên thể thao của Đài Truyền hình Việt Nam
Đặng Nhật Minh
Sau thành công của Thị xã trong tầm tay, năm 1984, Đặng Nhật Minh tiếp tục mời Nguyễn Hữu Tuấn tham gia quay bộ phim điện ảnh Bao giờ cho đến tháng Mười, nhưng ông Tuấn đã bỏ qua một cơ hội này. Bộ phim sau đó cũng khó khăn trong sản xuất khi Nguyễn Mạnh Lân, Phạm Tiến Đạt và Nguyễn Đăng Bảy lần lượt nhận vai trò này. Sau khi đọc kịch bản ông Tuấn biết đây sẽ là một tác phẩm đầy hứa hẹn, nhưng lúc này anh trai ông là đạo diễn Nguyễn Hữu Luyện sau một thời gian tạm nghỉ đã làm phim trở lại, Nguyễn Hữu Tuấn đã quyết định theo làm phim cùng anh trai. Phim điện ảnh Thương nhớ đồng quê là một dự án dặt hàng có kinh phí đầu tư từ đài truyền hình NHK, Nhật Bản, lần này Đặng Nhật Minh lại tìm đến Nguyễn Hữu Tuấn. Sau khi phim làm xong, nhà quay phim Nguyễn Hữu Tuấn được mời sang Nhật Bản nói về cách ông quay phim với film nhựa của hãng FujiFilm. Trong chuyến đi này, Nguyễn Hữu Tuấn đã cho các nhà làm phim nước bạn bất ngờ khi có thể quay được những thước film đẹp dù khí hậu Việt Nam không thuận lợi ở Việt Nam. Hội Kỹ sư hình ảnh của Nhật Bản sau đó đã đặc cách kết nạp Nguyễn Hữu Tuấn làm thành viên.
Năm 1993, Nguyễn Thanh Vân được giao đạo diễn phim điện ảnh đầu tay có tựa đề Chuyện tình trong ngõ hẹp, Nguyễn Hữu Tuấn tham gia quay phim. Tại Giải thưởng Hội Điện ảnh Việt Nam năm 1993, Chuyện tình trong ngõ hẹp đã giành được giải khuyến khích. Năm 1996, đạo diễn Lưu Trọng Ninh kịch đưa kịch bản Vầng trăng trinh nữ đến để Nguyễn Hữu Tuấn đọc và mời ông tham dự án phim mà sau này có tựa đề Ngã ba Đồng Lộc, sau đó hai người cùng chủ nhiệm sản xuất và họa sĩ của đoàn đi thực tế tìm thông tin và cảnh quay. Trong thời gian quay bộ phim này, ông nhận nuôi Hà Thanh - một nữ sinh lớp 11 ở địa phương tham gia bộ phim với vai liệt sĩ Võ Thị Hợi, Hà Thanh sau này được gia đình ông đón ra Hà Nội học tập và hiện đang định cư ở Canada. Lưu Trọng Ninh và Nguyễn Hữu Tuấn còn tiếp tục hợp tác với nhau qua bộ phim điện ảnh truyền hình là Bến không chồng năm 2000. Bộ phim này sau đấy giành được giải Bông sen Bạc tại Liên hoan phim Việt Nam lần thứ 13. Trong năm 2000, Nguyễn Hữu Tuấn được bình chọn trong số 10 gương mặt điện ảnh của năm, cũng trong năm này ông được tham gia hỗ trợ đoàn làm phim Người Mỹ trầm lặng với nhiệm vụ quay một bộ phim tài liệu về quá trình sản sản xuất.
Năm 2003, Nguyễn Hữu Tuấn là quay phim chính cho bộ phim về đề tài hậu chiến, Người đàn bà mộng du do Nguyễn Thanh Vân đạo diễn. Tác phẩm này đã gặt hái được thành công khi giành giải Cánh diều Vàng và tại Liên hoan phim Việt Nam lần thứ 14 bộ phim giành được giải Bông sen Vàng, Nguyễn Hữu Tuấn cũng giành được giải Quay phim xuất sắc thứ 2 trong sự nghiệp. Đạo diễn Nguyễn Thanh Vân, nữ diễn viên chính Hồng Ánh, nam diễn viên phụ Lê Vũ Long cũng chiến thắng tại hạng mục của họ.
Sau khi hoàn thành bộ phim Trái tim bé bỏng của đạo diễn Nguyễn Thanh Vân, từ năm 2006 đến 2009, ngoài loạt ký sự Đi tìm dấu tích ba Vua, Nguyễn Hữu Tuấn không quay thêm bộ phim nào khác. Trong năm 2009, ông chuyển sang quay phim truyền hình với bộ phim dài tập Lều chõng cũng do Nguyễn Thanh Vân đạo diễn, trong năm này Nguyễn Hữu Tuấn nghỉ hưu.
Năm 2013, Nguyễn Hữu Tuấn hợp tác với đạo diễn Phạm Nhuệ Giang trong hai tác phẩm là phim truyền hình Trò đời và phim điện ảnh Lạc lối, tại Liên hoan phim Việt Nam lần thứ 18, bộ phim Lạc lối giành giải Bông sen Bạc còn Nguyễn Hữu Tuấn lần thứ 3 giành được giải Quay phim xuất sắc.

### Sự nghiệp nhiếp ảnh
Thời gian làm việc tại Nhà máy nhựa Hà Nội, Nguyễn Hữu Tuấn đảm nhận việc chụp ảnh cho phòng truyền thống của công ty. Trong Chiến dịch Linebacker II, ông đã ghi lại được những khung cảnh điêu tàn của Hà Nội nhưng vì sợ gặp phải những rủi ro, sau đó phải tiêu hủy hết số ảnh này.
Trong những chuyến đi thực tế để tìm bối cảnh cho các bộ phim Nguyễn Hữu Tuấn thường chụp ảnh, ghi lại các phong cảnh và đời sống của nhiều miền quê. Các bức ảnh ông chụp chủ yếu là ảnh đen trắng.
Nguyễn Thanh Vân, 
Năm 1994, Nguyễn Hữu Tuấn mở triển lãm cá nhân Người đi qua làng tại Trung tâm văn hóa Pháp tại Hà Nội, tháng 6 năm 1995, ông tiếp tục mở thêm triển lãm cá nhân khác tại Trung tâm văn hóa Scandinavier tại Đan Mạch. Năm 2014, Nguyễn Hữu Tuấn tổ chức một triển lãm cá nhân ở Nhà văn hóa Việt Nam tại Paris – Pháp.
Cuối tháng 9 và đầu tháng 10 năm 2018, Nguyễn Hữu Tuấn mở triển lãm ảnh cá nhân mang tên Thư Đồng Văn do Trung tâm Thông tin Văn hoá Hồ Gươm và Lab 36+ phối hợp tổ chức, tại Trung tâm Thông tin Văn hoá Hồ Gươm. Triển lãm có gần 50 bức ảnh đen trắng do ông Tuấn ghi nhận về cuộc sống của người H'Mông tại cao nguyên đá Đồng Văn, trong thời gian ông làm bộ phim tài liệu cùng tên.
Tháng 2 năm 2020, Nguyễn Hữu Tuấn ra mắt tập truyện ký đầu tay Những thước phim trong suốt tại Ylang Gardenista, Hoàn Kiếm, Hà Nội. Ông cũng là quay phim đầu tiên của Việt Nam ra mắt sách, truyện ký. Nhà xuất bản Trẻ ấn hành trong chương trình “Tháng Ba sách Trẻ” Nội dung cuốn sách bao gồm cả những bài đăng trên trang Facebook cá nhân của ông.
Tháng 6 năm 2020, Nguyễn Hữu Tuấn tổ chức triển lãm ảnh cá nhân với tên gọi Sang sông tại Trường Đại học Mỹ thuật Công nghiệp, triển lãm gồm nhũngư bức ảnh được ông thực hiện từ năm 1990 đến 2014. Chương trình triển lãm thuộc chuỗi sự kiện văn hoá nghệ thuật “Vì một Hà Nội đáng sống”, được mở ra sau thời gian chuỗi sự kiện này phải tạm dừng vì dịch Covid.
Tháng 6 năm 2022, Nguyễn Hữu Tuấn cho ra mắt cuốn sách ảnh đen trâng Tiếng gọi đò, đây là cuốn sách đầu tiên về nhiếp ảnh của ông, gồm 85 bức ảnh được ông ghi lại từ năm 1987 đến năm 2018. Cuốn sách được in song ngữ Anh – Việt do Omega Plus và Nhà xuất bản Thế Giới phát hành.

## Tác phẩm

### Điện ảnh
| Năm  | Tác phẩm                                 | Quay phim         | Đạo diễn            | Chú thích       |                |
| ---- | ---------------------------------------- | ----------------- | ------------------- | --------------- | -------------- |
| 1967 | Biển gọi                                 |                   | Phạm Văn Khoa       | Phụ quay phim   |                |
| 1968 | Lửa                                      |                   | Phạm Văn Khoa       | Phụ quay phim   |                |
| 1977 | Câu chuyện làng dừa                      | Nguyễn Đăng Bảy   | Bạch Diệp           | Phụ quay phim   |                |
| 1978 | Những người đã gặp                       | Trần Trung Nhàn   |                     | Phó quay phim   |                |
| 1978 | Phạm nhân                                |                   | Quang Lương         | [ 8 ]           |                |
| 1980 | Tội lỗi cuối cùng                        | Trần Trung Nhàn   | Trần Phương         | Phó quay phim   |                |
| 1981 | Hy vọng cuối cùng                        | Có                | Trần Phương         | [ 4 ]           |                |
| 1983 | Thị xã trong tầm tay                     | Có                | Đặng Nhật Minh      | [ 4 ]           |                |
| 1983 | Mảnh trời riêng                          | Có                | Bạch Diệp           | [ 4 ]           |                |
| 1984 | Đêm miền yên tĩnh                        | Có                | Trần Phương         | [ 7 ]           |                |
| 1986 | Anh và em                                | Có                | Trần Vũ             | [ 4 ]           |                |
| 1987 | Duyên nợ                                 | Có                | Nguyễn Hữu Luyện    | [ 4 ]           |                |
| 1988 | Hoang tưởng                              | Có                | Hà Mùi              | Nguyễn Anh Thái | Đồng quay phim |
| 1989 | Tiền ơi!                                 | Có                | Nguyễn Hữu Luyện    |                 |                |
| 1992 | Người tình                               | Robert Fraisse    | Jean-Jacques Annaud | [ 38 ]          |                |
| 1992 | Đông Dương                               | François Catonné  | Régis Wargnier      |                 |                |
| 1993 | Chuyện tình trong ngõ hẹp                | Có                | Nguyễn Thanh Vân    | [ 7 ]           |                |
| 1994 | Trở về                                   | Có                | Đặng Nhật Minh      | [ 4 ]           |                |
| 1994 | Hoa ban đỏ                               | Có                | Bạch Diệp           | [ 4 ]           |                |
| 1995 | Thương nhớ đồng quê                      | Có                | Đặng Nhật Minh      | [ 4 ]           |                |
| 1997 | Nga ba đồng lộc                          | Có                | Lưu Trọng Ninh      |                 |                |
| 2000 | Bến không chồng                          | Có                | Lưu Trọng Ninh      |                 |                |
| 2002 | Người Mỹ trầm lặng                       | Christopher Doyle | Phillip Noyce       | [ 38 ]          |                |
| 2002 | Của rơi                                  | Có                | Vương Đức           | [ 7 ]           |                |
| 2003 | Người đàn bà mộng du                     | Có                | Nguyễn Thanh Vân    |                 |                |
| 2006 | Hai con gái ông chủ vườn thuốc Trung Hoa | Guy Dufaux        | Đới Tư Kiệt         | [ 38 ]          |                |
| 2007 | Trái tim bé bỏng                         | Có                | Nguyễn Thanh Vân    | [ 7 ]           |                |
| 2008 | Đi tìm dấu tích ba vua                   | Có                | Đào Anh Dũng        |                 |                |
| 2013 | Lạc lối                                  | Có                | Phạm Nhuệ Giang     |                 |                |

### Phim truyền hình
| Năm  | Tác phẩm  | Đạo diễn         | Chú thích         |
| ---- | --------- | ---------------- | ----------------- |
| 2010 | Lều chõng | Nguyễn Thanh Vân |                   |
| 2013 | Trò đời   | Phạm Nhuệ Giang  | Đạo diễn hình ảnh |

### Phim tài liệu
| Năm  | Tác phẩm                     | Đạo diễn     | Vai trò khác                  | Ghi chú                                                                           | Chú thích     |
| ---- | ---------------------------- | ------------ | ----------------------------- | --------------------------------------------------------------------------------- | ------------- |
| 1975 | Bóng mát rừng dừa            | Trần Thế Dân | Quay phim                     | Đồng quay phim: Phạm Việt Thanh, Trần Vũ Huấn, Trần Tuấn Khanh, Vương Khánh Luông | [ 39 ]        |
| 1975 | Và mưa đã xóa nhòa dấu vết   | Trần Thế Dân | Quay phim                     | Đồng quay phim: Phạm Việt Thanh, Trần Vũ Huấn, Trần Tuấn Khanh, Vương Khánh Luông | [ 39 ]        |
| 1998 | Lá thư từ đồng văn           | Có           | Biên kịch - Đọc/viết lời bình |                                                                                   | [ 40 ] [ 41 ] |
| 2008 | Đi tìm dấu tích ba vua       | Đào Anh Dũng | Quay phim                     | Loạt ký sự ngắn                                                                   |               |
| 2023 | Độc đáo hội vật cầu làng Vân |              | Quay phim                     | Đồng quay phim: Đào Duy Tùng                                                      | [ 42 ] [ 43 ] |
| 2023 | Những ông già lẩn thẩn       |              | Quay phim                     | Đồng quay phim: Đào Duy Tùng                                                      | [ 42 ] [ 43 ] |

### Triển lãm ảnh
- 1994 - Người đi qua làng
- 2018 - Thư Đồng Văn
- 2020 - Sang sông

### Ấn bản
- 2020 - Những thước phim trong suốt - Truyện ký
- 2022 - Tiếng gọi đò - Sách ảnh

## Giải thưởng
| Năm  | Giải thưởng                        | Hạng mục           | Tác phẩm             | Kết quả   | Chú thích |
| ---- | ---------------------------------- | ------------------ | -------------------- | --------- | --------- |
| 1983 | Liên hoan phim Việt Nam lần thứ 6  | Quay phim xuất sắc | Thị xã trong tầm tay | Đoạt giải | [ 44 ]    |
| 2004 | Liên hoan phim Việt Nam lần thứ 14 | Quay phim xuất sắc | Người đàn bà mộng du | Đoạt giải | [ 44 ]    |
| 2013 | Liên hoan phim Việt Nam lần thứ 18 | Quay phim xuất sắc | Lạc lối              | Đoạt giải | [ 44 ]    |

## Vinh danh
Năm 2007, Nguyễn Hữu Tuấn được Nhà nước Việt Nam phong tặng danh hiệu Nghệ sĩ Nhân dân.